# Autocharis sarobialis
Autocharis sarobialis là một loài bướm đêm trong họ Crambidae.